# Walter Momper

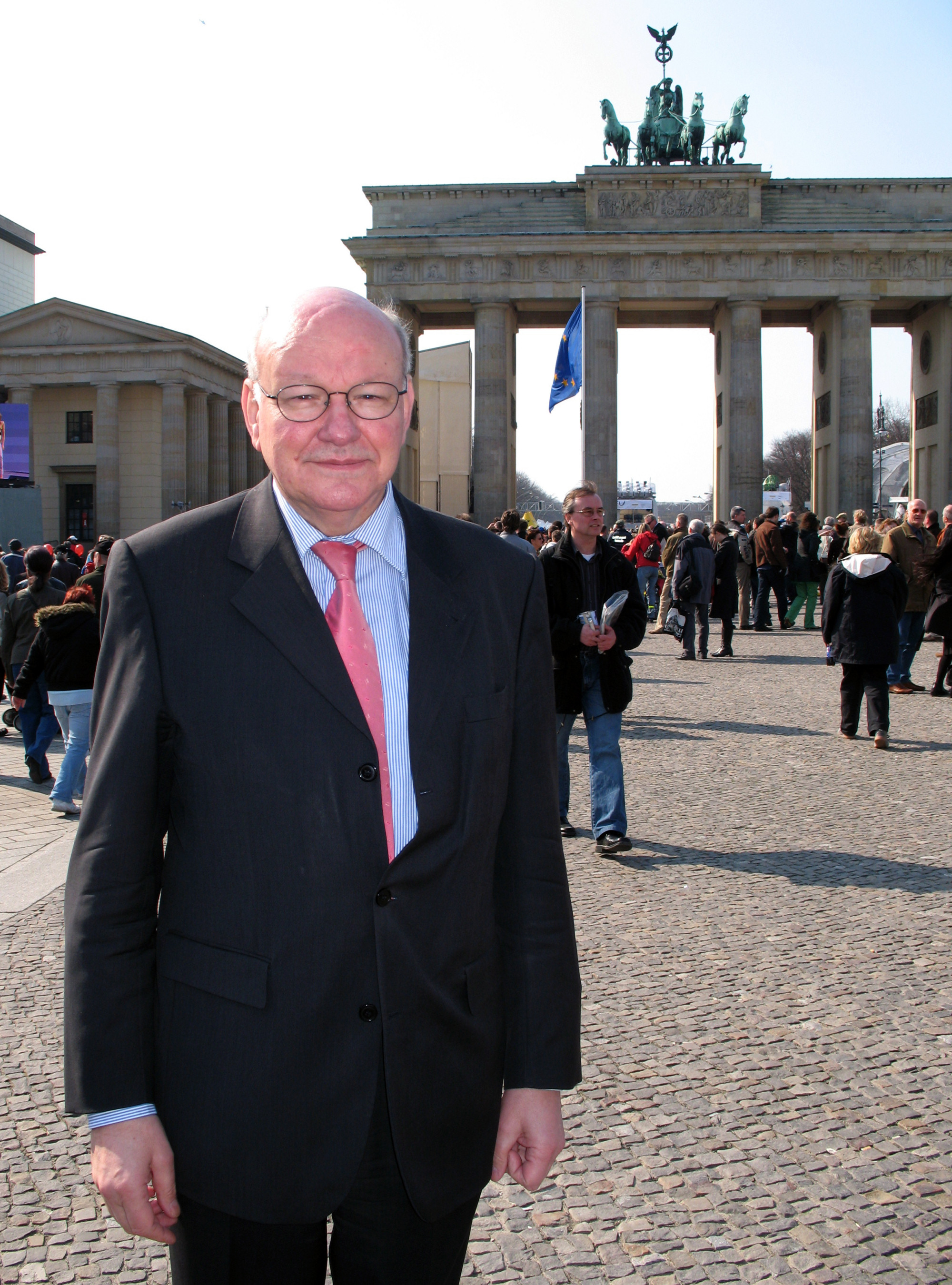
Walter Momper.

Walter Momper (nacido el 21 de febrero de 1945) es un político alemán. Fue alcalde de Berlín de 1989 a 1991. Pese al breve período de su alcaldía, estuvo presente en dos hechos históricos: la caída del muro de Berlín en noviembre de 1989 y la reunificación de las dos partes de Alemania (occidental y oriental) y por ende de los "dos Berlines" en octubre de 1990.
Walter Momper forma parte del Partido Socialdemócrata de Alemania (SPD).
- Datos: Q61085
- Multimedia: Walter Momper / Q61085